# Guéla Doué
Guéla Maho Lewis Doué (* 17. října 2002) je profesionální fotbalista z Pobřeží slonoviny, který hraje na pozici pravého obránce za francouzský klub RC Strasbourg Alsace. Narodil se ve Francii, ale hraje za národní tým Pobřeží slonoviny.

## Klubová kariéra

### Počátky kariéry
Když se Guéla Doué připojil k Rennes ve věku osmi let, byl součástí silného ročníku 2002, kam patřili také například Eduardo Camavinga, Brandon Soppy a Georginio Rutter. V sezóně 2020/21 začal hrát za rezervu Rennes v Championnat National 3.
Mladý obránce podepsal svou první profesionální smlouvu s klubem 18. listopadu 2021. Jeho pokrok v sezóně 2021/22 však zastavilo vážné zranění, z rezervního týmu se vrátil teprve v květnu 2022, přičemž se mu ještě předtím podařilo pomoci týmu k postupu do Championnat National 2 poté, co těsně vyhráli svou bretaňskou skupinu.

### Rennes
Doué si odbyl svůj debut v prvním týmu během letních přátelských zápasů v roce 2022, když se na hřišti potkal se svým bratrem Désirém proti Caen.
Poté, co se několikrát objevil na lavičce v Ligue 1 pod vedením trenéra Bruna Génésia, prodloužil Guéla 17. ledna 2023 svou smlouvu s klubem do roku 2025.
Svůj seniorský debut za Rennes si odbyl při ligovém vítězství 3:0 nad Strasbourgem dne 1. února 2023, kdy nastoupil jako pozdní náhradník za svého mladšího bratra, který se v tomto zápase stal nejmladším hráčem v historii, který si připsal asistenci a vstřelil branku v zápase Ligue 1.

### Štrasburk
Dne 26. července 2024 přestoupil Doué do Štrasburku, když podepsal smlouvu do roku 2029.

## Reprezentační kariéra
Doué se narodil ve Francii, jeho otec je z Pobřeží slonoviny a matka je Francouzka. Má dvojí občanství a k národnosti Pobřeží slonoviny se hlásí dle původu. Do reprezentace Pobřeží slonoviny do 23 let bylo poprvné povolán na sérii zápasů v březnu 2023.
Doué debutoval za seniorský národní tým Pobřeží slonoviny 23. března 2024 v přátelském zápase proti Beninu.
O tři dny později vstřelil svůj první gól za národní tým, vítězný v 84. minutě při přátelském vítězství 2:1 nad Uruguayí.

## Osobní život
Douého mladší bratr Désiré a jeho bratranci Yann Gboho a Marc-Olivier Doué jsou také profesionální fotbalisté.

## Statistiky

### Klubové
Platí k zápasu hranému 17. května 2025.
| Klub              | Sezóna            | Liga                   | Liga   | Liga | Národní pohár | Národní pohár | Kontinentální | Kontinentální | Ostatní | Ostatní | Celkově | Celkově |
| Klub              | Sezóna            | Soutěž                 | Zápasy | Góly | Zápasy        | Góly          | Zápasy        | Góly          | Zápasy  | Góly    | Zápasy  | Góly    |
| ----------------- | ----------------- | ---------------------- | ------ | ---- | ------------- | ------------- | ------------- | ------------- | ------- | ------- | ------- | ------- |
| Rennes B          | 2020/21           | Championnat National 3 | 3      | 0    | —             | —             | —             | —             | —       | —       | 3       | 0       |
| Rennes B          | 2021/22           | Championnat National 3 | 3      | 0    | —             | —             | —             | —             | —       | —       | 3       | 0       |
| Rennes B          | 2022/23           | Championnat National 3 | 12     | 0    | —             | —             | —             | —             | —       | —       | 12      | 0       |
| Rennes B          | 2023/24           | Championnat National 3 | 2      | 0    | —             | —             | —             | —             | —       | —       | 2       | 0       |
| Rennes B          | Celkově           | Celkově                | 20     | 0    | —             | —             | —             | —             | —       | —       | 20      | 0       |
| Rennes            | 2022/23           | Ligue 1                | 2      | 0    | 0             | 0             | 0             | 0             | —       | —       | 2       | 0       |
| Rennes            | 2023/24           | Ligue 1                | 24     | 0    | 5             | 0             | 4             | 0             | —       | —       | 33      | 0       |
| Rennes            | Celkově           | Celkově                | 26     | 0    | 5             | 0             | 4             | 0             | —       | —       | 35      | 0       |
| Štrasburk         | 2024/25           | Ligue 1                | 32     | 1    | 2             | 0             | —             | —             | —       | —       | 34      | 1       |
| Celkově v kariéře | Celkově v kariéře | Celkově v kariéře      | 78     | 1    | 7             | 0             | 4             | 0             | 0       | 0       | 89      | 1       |

### Reprezentační
Platí k zápasu hranému 19. listopadu 2024.
| Národní tým       | Rok     | Zápasy | Góly |
| ----------------- | ------- | ------ | ---- |
| Pobřeží slonoviny | 2024    | 7      | 1    |
| Celkově           | Celkově | 7      | 1    |